# Paralinhomoeus paraconicaudatus
Paralinhomoeus paraconicaudatus is een rondwormensoort uit de familie van de Linhomoeidae.